# Glonville
Ne doit pas être confondu avec Glanville.
Glonville est une commune française située dans le département de Meurthe-et-Moselle, en région Grand Est, à 5 km de Baccarat.

## Géographie

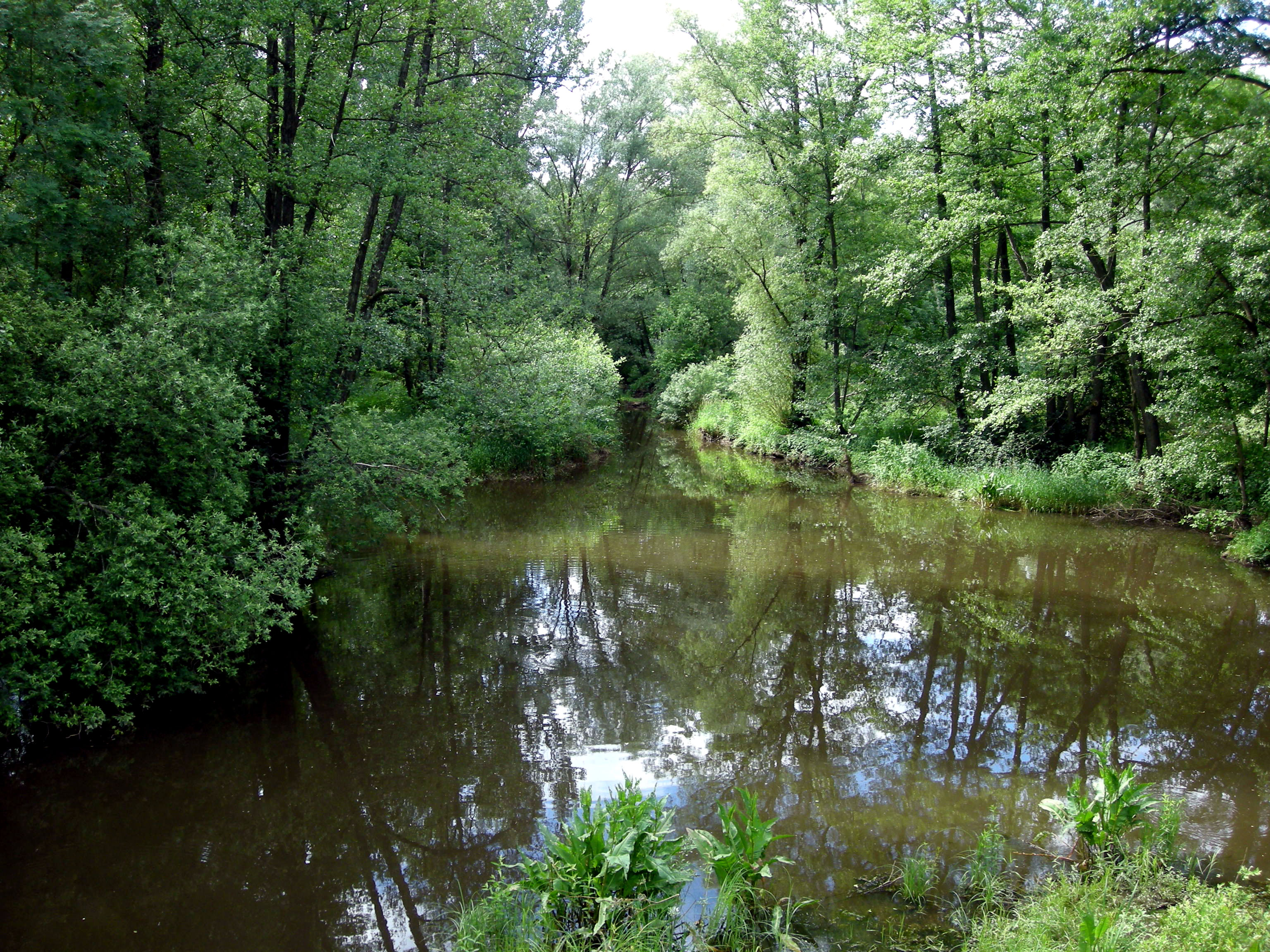
La Meurthe près de Glonville.

Glonville se trouve dans la vallée de la Meurthe.
Un ruisseau, le Mazurot, qui prend sa source sur le territoire de Fontenoy-la-Joûte, traverse le village avant de se jeter dans la Meurthe.
Un autre affluent de la Meurthe, le Bourupt, issu de la source de la Fontaine au Fond dans le bois de Glonville, délimite la frontière orientale avec la commune de Baccarat.
La localité est entourée de bois et de prairies.
| Flin              |               | Azerailles |
| Fontenoy-la-Joûte | Glonville     | Baccarat   |
|                   | Bazien Vosges | Deneuvre   |

### Hydrographie
La commune est dans le bassin versant du Rhin au sein du bassin Rhin-Meuse. Elle est drainée par la Meurthe, le ruisseau de Hairy, le ruisseau de la Boulangere, le ruisseau le Flacourt, le ruisseau le Mazurot, le ruisseau le Xarupt et le ruisseau Solvimpre,.
La Meurthe, d'une longueur de 161 km, prend sa source dans la commune du Valtin et se jette  dans la Moselle à Pompey, après avoir traversé 53 communes. 

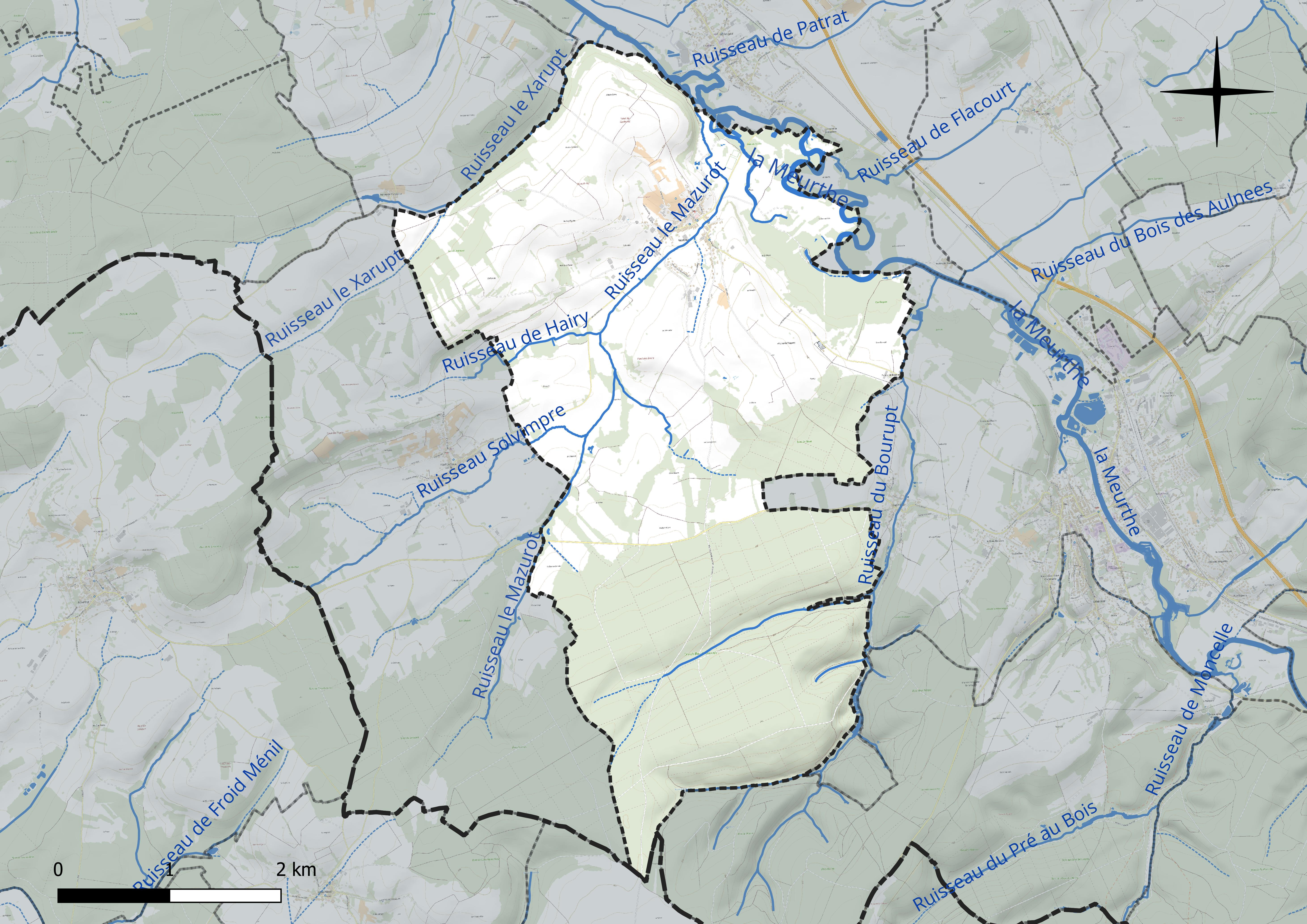
Réseau hydrographique de Glonville.

### Climat
Pour des articles plus généraux, voir Climat du Grand Est et Climat de Meurthe-et-Moselle.
En 2010, le climat de la commune est de type climat des marges montargnardes, selon une étude du Centre national de la recherche scientifique s'appuyant sur une série de données couvrant la période 1971-2000. En 2020, Météo-France publie une typologie des climats de la France métropolitaine dans laquelle la commune est exposée à un climat semi-continental et est dans la région climatique  Vosges, caractérisée par une pluviométrie très élevée (1 500 à 2 000 mm/an) en toutes saisons et un hiver rude (moins de 1 °C). 
Pour la période 1971-2000, la température annuelle moyenne est de 9,7 °C, avec une amplitude thermique annuelle de 16,9 °C. Le cumul annuel moyen de précipitations est de 976 mm, avec 12,6 jours de précipitations en janvier et 10,1 jours en juillet. Pour la période 1991-2020, la température moyenne annuelle observée sur la station météorologique de Météo-France la plus proche, « St Maurice », sur la commune de Saint-Maurice-aux-Forges à 12 km à vol d'oiseau, est de 10,5 °C et le cumul annuel moyen de précipitations est de 837,4 mm. 
La température maximale relevée sur cette station est de 39,2 °C, atteinte le 25 juillet 2019 ; la température minimale est de −19,9 °C, atteinte le 1er mars 2005,,. 
Les paramètres climatiques de la commune ont été estimés pour le milieu du siècle (2041-2070) selon différents scénarios d'émission de gaz à effet de serre à partir des nouvelles projections climatiques de référence DRIAS-2020. Ils sont consultables sur un site dédié publié par Météo-France en novembre 2022.

## Urbanisme

### Typologie
Au 1er janvier 2024, Glonville est catégorisée commune rurale à habitat dispersé, selon la nouvelle grille communale de densité à sept niveaux définie par l'Insee en 2022.
Elle est située hors unité urbaine. Par ailleurs la commune fait partie de l'aire d'attraction de Baccarat, dont elle est une commune de la couronne,. Cette aire, qui regroupe 13 communes, est catégorisée dans les aires de moins de 50 000 habitants,.

### Occupation des sols
L'occupation des sols de la commune, telle qu'elle ressort de la base de données européenne d’occupation biophysique des sols Corine Land Cover (CLC), est marquée par l'importance des territoires agricoles (50,2 % en 2018), une proportion sensiblement équivalente à celle de 1990 (50,1 %). La répartition détaillée en 2018 est la suivante : forêts (47,5 %), terres arables (21,1 %), prairies (20 %), zones agricoles hétérogènes (9,1 %), zones urbanisées (2,3 %). L'évolution de l’occupation des sols de la commune et de ses infrastructures peut être observée sur les différentes représentations cartographiques du territoire : la carte de Cassini (XVIIIe siècle), la carte d'état-major (1820-1866) et les cartes ou photos aériennes de l'IGN pour la période actuelle (1950 à aujourd'hui).

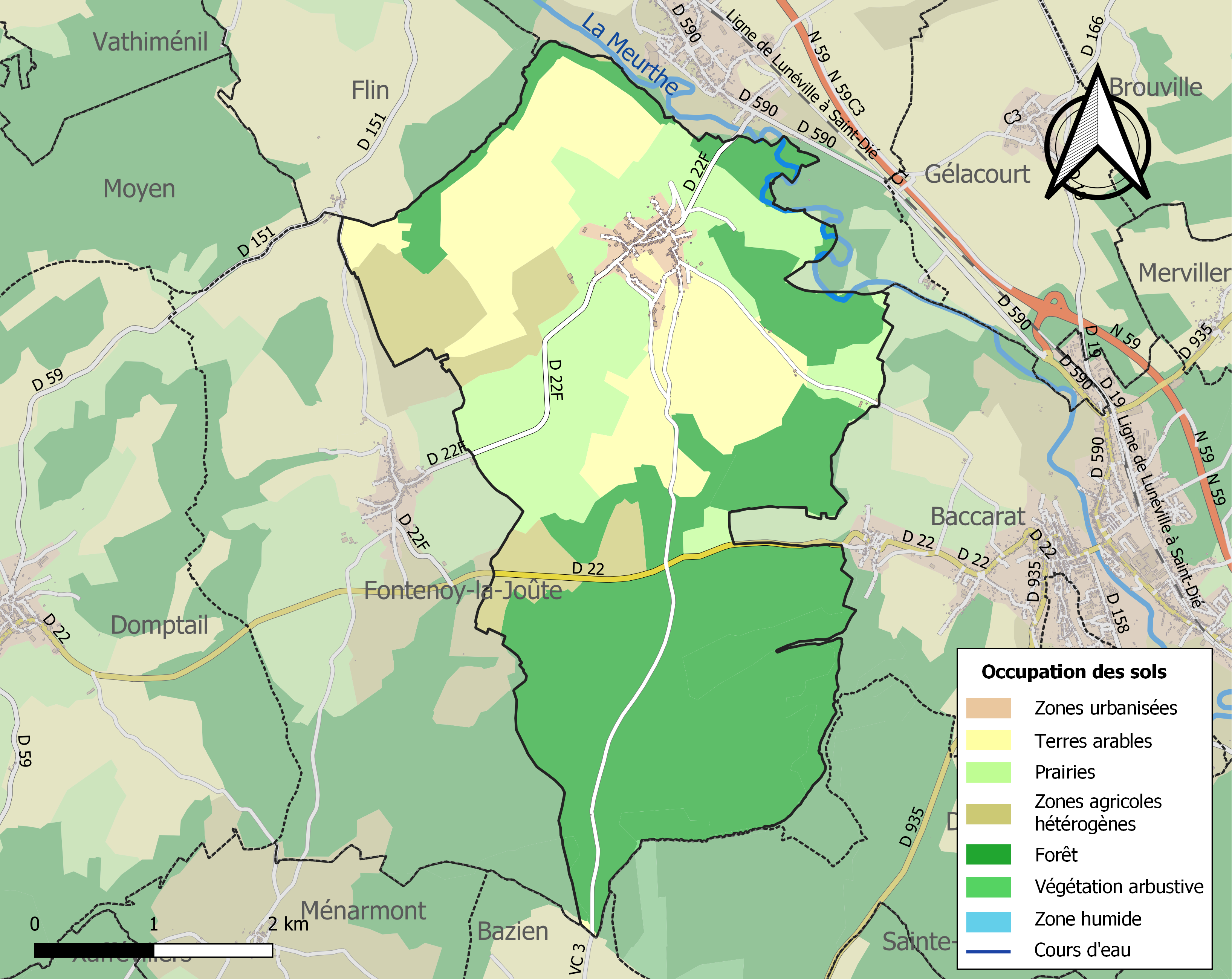
Carte des infrastructures et de l'occupation des sols de la commune en 2018 (CLC).

### Mise en réseau
La technologie de la 4G est arrivée dans l'ensemble de la ville en 2020, grâce à l'installation d'antennes.

## Toponymie
Le nom sous lequel la localité est mentionnée dans les textes a successivement été Dyllonville (1295), Delonville (1324), Dellonis villa (XIVe siècle) ou Dylonville (1345).
Il s'agit d'une formation toponymique médiévale en -ville au sens ancien de « domaine rural ». Si les formes anciennes se rapportent bien à Glonville, Dyllonville semble contenir l'anthroponyme germanique Thillo > Dillo, au cas régime de l'ancien français en -on.
Remarque : l'évolution D(i)lonville > Glonville est singulière.

## Histoire
L'existence du village est attestée dès le VIIe siècle.

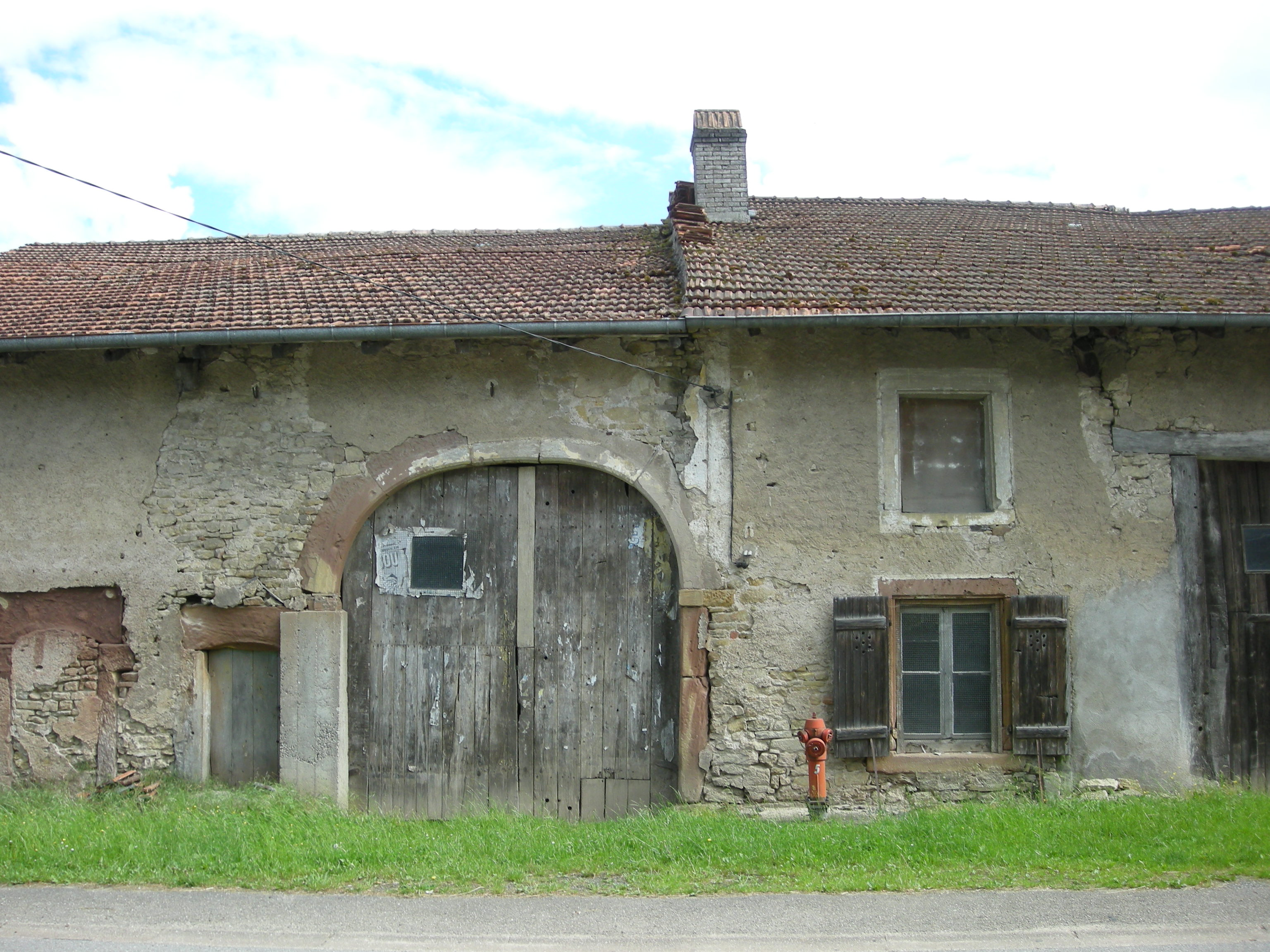
Une ancienne maison lorraine.

Le fief de Glonville relevait des châtellenies de Lunéville et d'Azerailles (bailliage de Nancy).
Pendant la Première Guerre mondiale, de violents affrontements ont lieu dans les bois de Glonville en août 1914.
À l'issue de la Seconde Guerre mondiale, Glonville est libérée par les hommes du général Jacques de Guillebon, le 19 septembre 1944.

## Politique et administration
| Période                                  | Période                   | Identité                                           | Étiquette | Qualité           |
| ---------------------------------------- | ------------------------- | -------------------------------------------------- | --------- | ----------------- |
| Les données manquantes sont à compléter. |                           |                                                    |           |                   |
| mars 2001                                | mars 2007                 | Jean-Michel Petit                                  |           |                   |
| mars 2007                                | 2014                      | Philippe Roitel                                    |           |                   |
| mars 2014                                | En cours (au 23 mai 2020) | Marie-Lucie Henry, Réélue pour le mandat 2020-2026 |           | Ancienne employée |

## Population et société

### Démographie
Les chiffres de la population sont assez stables.

L'évolution du nombre d'habitants est connue à travers les recensements de la population effectués dans la commune depuis 1793. Pour les communes de moins de 10 000 habitants, une enquête de recensement portant sur toute la population est réalisée tous les cinq ans, les populations de référence des années intermédiaires étant quant à elles estimées par interpolation ou extrapolation. Pour la commune, le premier recensement exhaustif entrant dans le cadre du nouveau dispositif a été réalisé en 2008.

En 2022, la commune comptait 376 habitants, en évolution de +6,52 % par rapport à 2016 (Meurthe-et-Moselle : −0,13 %, France hors Mayotte : +2,11 %).
| 1793 | 1800 | 1806 | 1821 | 1831 | 1836 | 1841 | 1846 | 1851 |
| ---- | ---- | ---- | ---- | ---- | ---- | ---- | ---- | ---- |
| 535  | 546  | 624  | 631  | 626  | 667  | 709  | 720  | 709  |

| 1856 | 1861 | 1872 | 1876 | 1881 | 1886 | 1891 | 1896 | 1901 |
| ---- | ---- | ---- | ---- | ---- | ---- | ---- | ---- | ---- |
| 627  | 665  | 687  | 671  | 660  | 643  | 601  | 564  | 590  |

| 1906 | 1911 | 1921 | 1926 | 1931 | 1936 | 1946 | 1954 | 1962 |
| ---- | ---- | ---- | ---- | ---- | ---- | ---- | ---- | ---- |
| 571  | 558  | 485  | 455  | 455  | 422  | 399  | 413  | 379  |

| 1968 | 1975 | 1982 | 1990 | 1999 | 2006 | 2008 | 2013 | 2018 |
| ---- | ---- | ---- | ---- | ---- | ---- | ---- | ---- | ---- |
| 362  | 328  | 343  | 366  | 317  | 333  | 338  | 348  | 364  |

| 2022 | - | - | - | - | - | - | - | - |
| ---- | - | - | - | - | - | - | - | - |
| 376  | - | - | - | - | - | - | - | - |

## Économie
Glonville vit surtout de la polyculture (céréales) et de l'élevage.
Autrefois  la localité était réputée pour l'osiériculture, l'apiculture et la ganterie.

## Culture locale et patrimoine

### Lieux et monuments

#### Édifice civil
Le monument aux morts des deux guerres se trouve à proximité du cimetière communal qui abrite notamment les tombes de trois jeunes aviateurs britanniques de la Royal Air Force tombés le 29 juillet 1944.

#### Édifice religieux
L'église Saint-Maurice date du XIXe siècle, la nef ayant été reconstruite en 1845 pour répondre à l'augmentation démographique ; le clocher et les bénitiers sont antérieurs de plusieurs siècles.

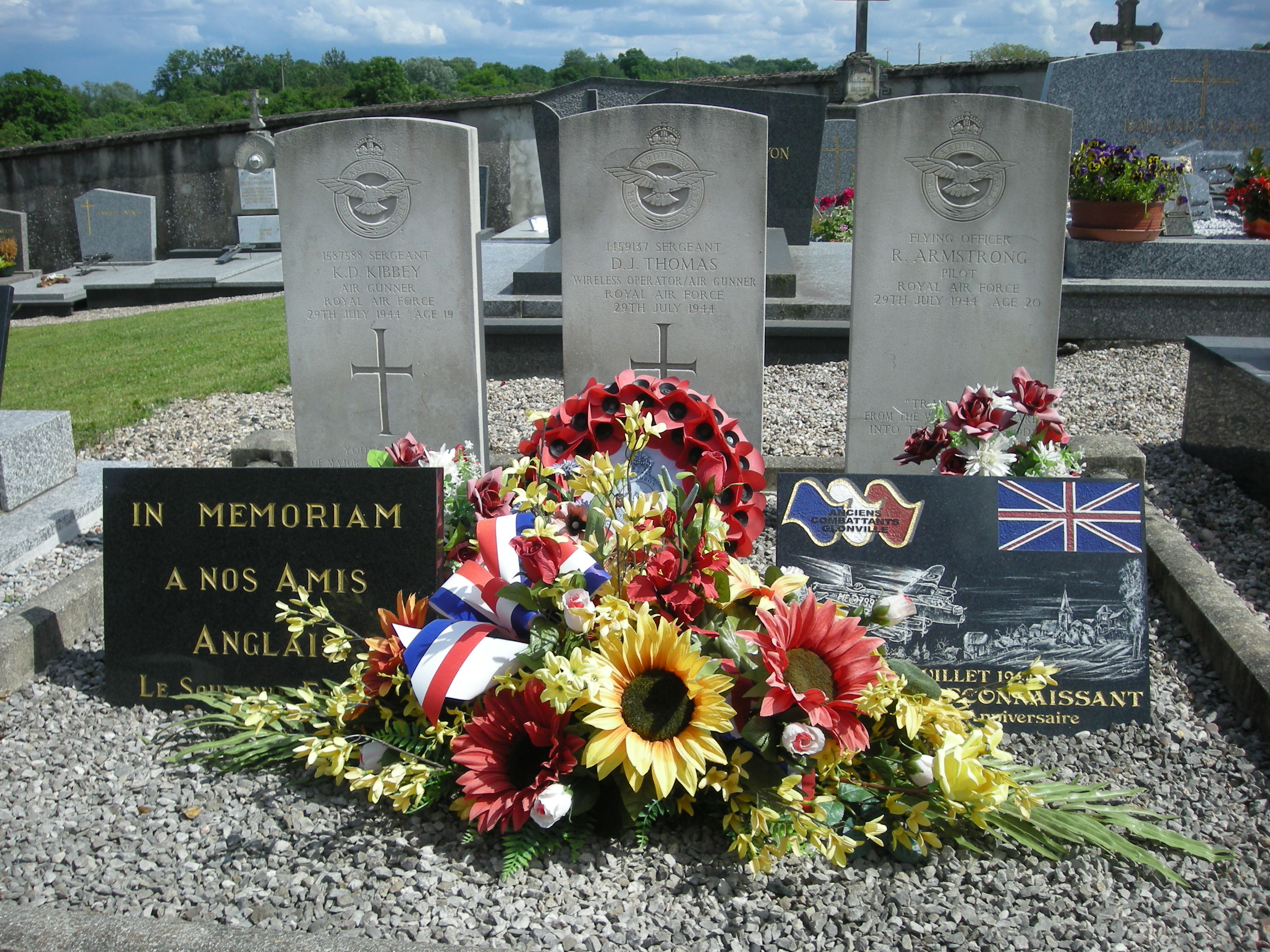
Tombes de trois soldats de la Royal Air Force.
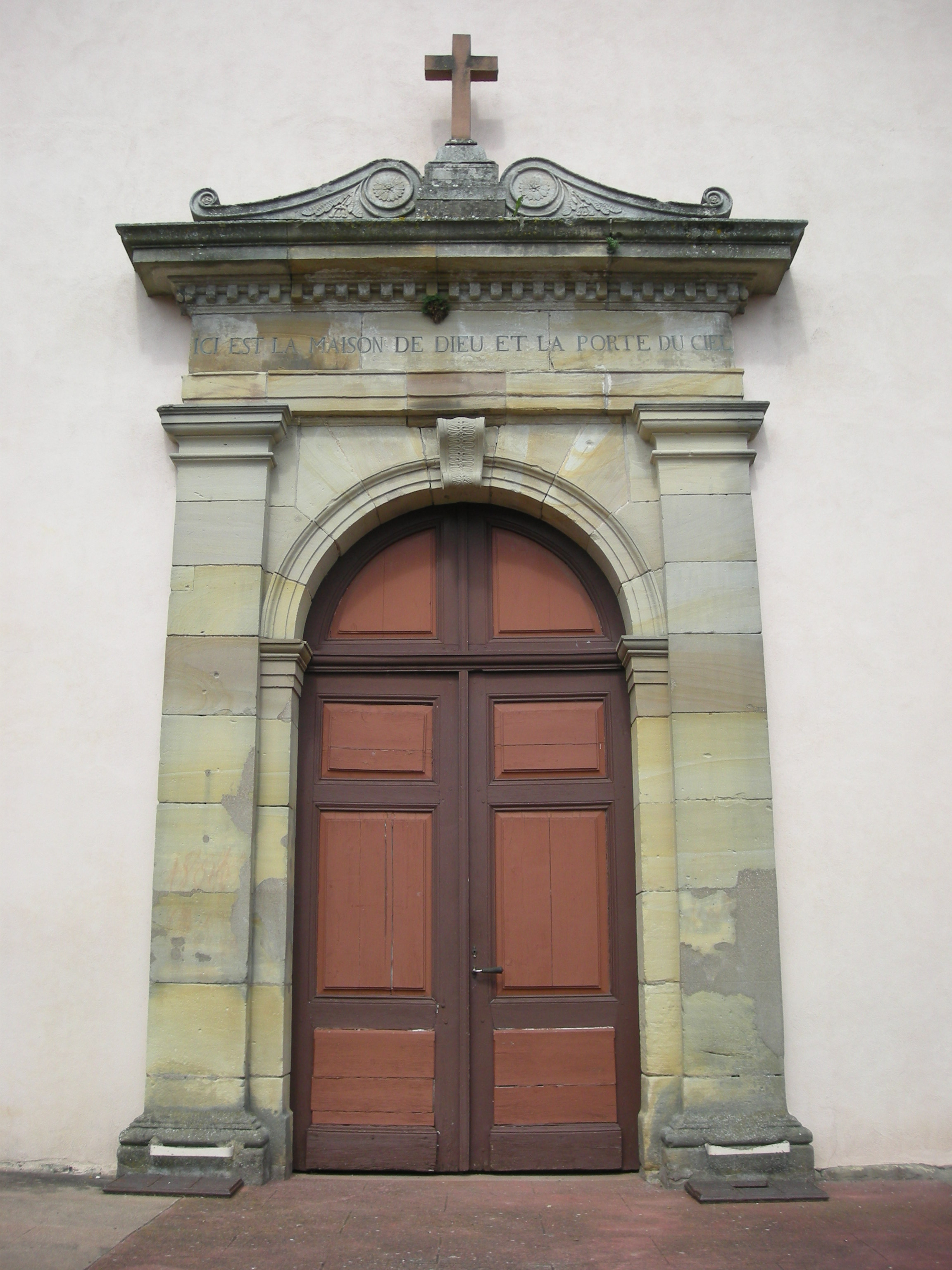
Le portail de l'église.

### Personnalités liées à la commune
- Charles Victor Marchal (Glonville, 1827 - Pau, 1903), prêtre, mariste, auteur de Souvenirs d'un missionnaire (1874) et Souvenirs d'un prodigue (1884).

### Héraldique
| Blason de Glonville | Blason  | Blasonnement : d'azur au pal ondé d'argent accompagné en chef de deux paniers d'osier d'or, une roue de moulin de sable brochant sur le tout en pointe. |
| Blason de Glonville | Détails | Le statut officiel du blason reste à déterminer. |